# Jaltomata calliantha
Jaltomata calliantha är en potatisväxtart som beskrevs av S.Leiva och Mione. Jaltomata calliantha ingår i släktet jaltomator, och familjen potatisväxter. Inga underarter finns listade i Catalogue of Life.